# 살인범 (영화)
살인범(Murderer)은 홍콩에서 제작된 주현량 감독의 2009년 범죄, 미스터리 영화이다. 곽부성 등이 주연으로 출연하였고 강지강 등이 제작에 참여하였다.

## 출연

### 주연
- 곽부성
- 장균녕

### 조연
- 시우파이 청
- 진관태
- 전가락
- 황우남
- 조시 호

## 같이 보기
- 오펀: 천사의 비밀